# Story of Seasons: Trio of Towns
Story of Seasons: Trio of Towns, tên tiếng Nhật là Bokujō Monogatari: Mittsu no Sato no Taisetsuna Tomodachi (牧場物語 3つの里の大切な友だち lit. Ranch Story: Good Friends of Three Villages) Ranch Story: Good Friends of Three Villages) là một trò chơi nhập vai mô phỏng nông trại do Marvelous phát triển độc quyền cho hệ máy Nintendo 3DS. Game phát hành tháng 6 năm 2016 tại Nhật Bản và tháng 2 năm 2017 tại Bắc Mỹ, phát hành ở Châu Âu và Úc tháng 10 năm 2017.
Trong phần này, ngoài vùng đất nông nghiệp thông thường mà người chơi sở hữu, người chơi có thể đến thăm ba ngôi làng, mỗi làng có văn hóa và lối sống riêng biệt.
Giống như những game trước, phiên bản này cũng hợp tác với Super Mario, tuy nhiên thay vì dưới dạng các hạt giống thì nó ở dạng trang phục.

## Lối chơi
Khi bắt đầu trò chơi, người chơi sẽ chọn giới tính, trang phục quần áo mặc định, màu tóc và màu mắt và phong cách khuôn mặt. người chơi cũng sẽ chọn một loại tính cách, nó sẽ giúp người chơi tăng nhẹ một số khía cạnh nhất định. Loại tính cách được chọn của người chơi không thể thay đổi trừ khi người chơi bắt đầu lại trò chơi. Một lựa chọn khác là độ khó mà người chơi muốn chơi, chế độ Seedling dễ dàng hoặc chế độ Veteran khó  hơn.
Làm người chơi với cư dân và giúp họ cải thiện thị trấn, sau đó kết nối với những nông dân khác giống như người chơi, ngay tại địa phương hoặc qua mạng, để trò chuyện và trao đổi các mặt hàng hữu ích. Trồng trọt, nuôi thú cưng, trở thành đầu bếp hay là nhà tạo mẫu nổi tiếng, và thậm chí vướng vào những tình huống lãng mạn với người xung quanh.

## Cốt truyện
Người chơi sẽ vào vai một thanh niên thành thị trẻ tuổi, "muốn trở thành một người chủ trang trại" và kể với cha mẹ về việc thực hiện ước mơ thời thơ ấu. Cha của anh, Darius, lúc đầu lo lắng cho nhân vật chính, vốn không biết công việc của trang trại là gì. Ước mơ dẫn người chơi đến một mảnh đất rộng lớn nhưng bị bỏ hoang, cần phải cải tạo rất nhiều thứ. Trang trại mới của người chơi nằm ở ngã tư giữa ba ngôi làng khác nhau.

## Những ngôi làng
Westown là một thị trấn mà người chơi có thể đến thăm ngay từ đầu. Cảnh quan gợi nhớ đến miền Tây nước Mỹ trong thời kỳ khai phá. Có bưu điện và hầm mỏ than, ngoài ra còn có trang trại với những chú bò, cừu có tất cả mọi thứ mà người chơi thuần an cư lập nghiệp cần.
Lulukoko Town là một ngôi làng mà người chơi có thể ghé thăm từ ngày 15 mùa xuân năm đầu tiên. Làng hướng ra biển với cảnh quan gợi nhớ đến một vùng quê miền nam. Có một tàn tích cổ ở phía sau ngôi làng. Ở đây bán thực phẩm như trái cây, hạt giống và hải sản. Ngôi làng là một thiên đường ấm áp, thân thiện, nhưng sẵn sàng cạnh tranh với bất kỳ hòn đảo nhiệt đới nào khác.
Tsuyukusa Town là một ngôi làng truyền thống, người chơi có thể ghé thăm từ ngày 5 của mùa hè năm đầu tiên. Cảnh quan ngôi làng gợi nhớ đến một thị trấn lâu đài trong thời kỳ Edo. Có một cửa hàng làm tóc, nơi người chơi có thể thay đổi kiểu tóc của họ. Làng bán các loại cây trồng truyền thống kiểu Nhật Bản như lúa và chim cút. Thời gian các quán đóng và mở cửa sớm hơn những quán ở thị trấn khác.

## Phát hành
Những người chơi đã đặt hàng trước sẽ nhận được một con thú nhồi bông "chuột lang nước" cao khoảng 8.89 cm

## Tiếp nhận
IGN đánh giá trò chơi với số điểm 7.7, hoặc "Tốt", trích dẫn trò chơi là một phiên bản mô phỏng nông nghiệp thú vị với cách tiếp cận nhẹ nhàng và đồ họa 3DS tuyệt đẹp."